# Henry George Ward

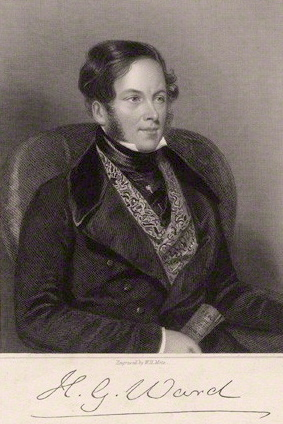
Henry George Ward

Henry George Ward, Orden de San Miguel y San Jorge  (Londres 27 de febrero de 1797-Madrás 2 de agosto de 1860) fue un diplomático, político y administrador colonial Inglés.

## Primeros años

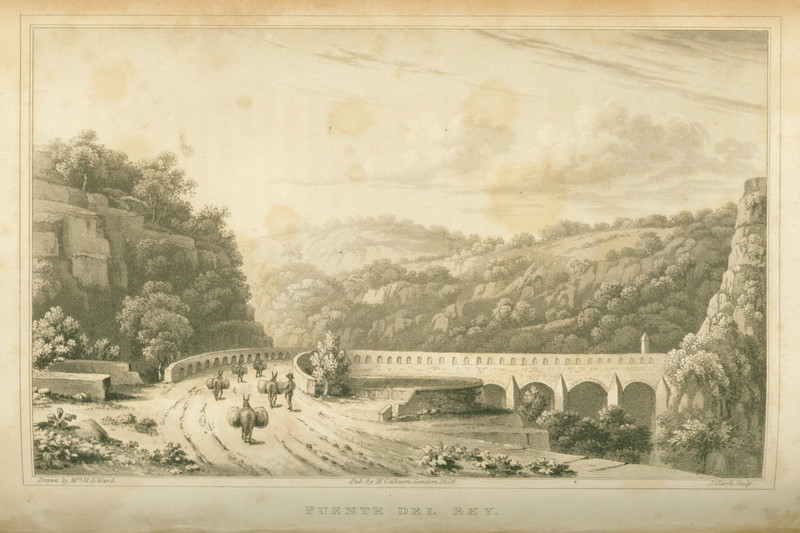
El Puente del Rey, ilustración de México en 1827 hecha por la esposa de Sir Henry, Emily Elizabeth Ward

Era hijo de Robert Ward, (quien en 1828 cambió su apellido por el de Plumer Ward, con autorización autógrafa del rey Jorge V) y su primera esposa Catalina Julia Maling, nieta de CJ Maling de West Herrington, del condado de Durham, y primo de William Ward y William George Ward. 
Sir Henry nació en Londres el 27 de febrero de 1797. Educado en Harrow School, fue enviado al extranjero para que aprendiera idiomas. En 1816 se convirtió en el agregado de la legación británica en Estocolmo, encabezada por Sir Edward Thornton. Fue trasladado a La Haya en 1818 y a Madrid en 1819. 
Fue designado Comisionado para México en octubre de 1823. Regresó a Inglaterra en 1824 y retornó a México en 1825, como Encargado de negocios, puesto que desempeñó hasta 1827. De vuelta en su país, se retiró del servicio diplomático.

## Político parlamentario

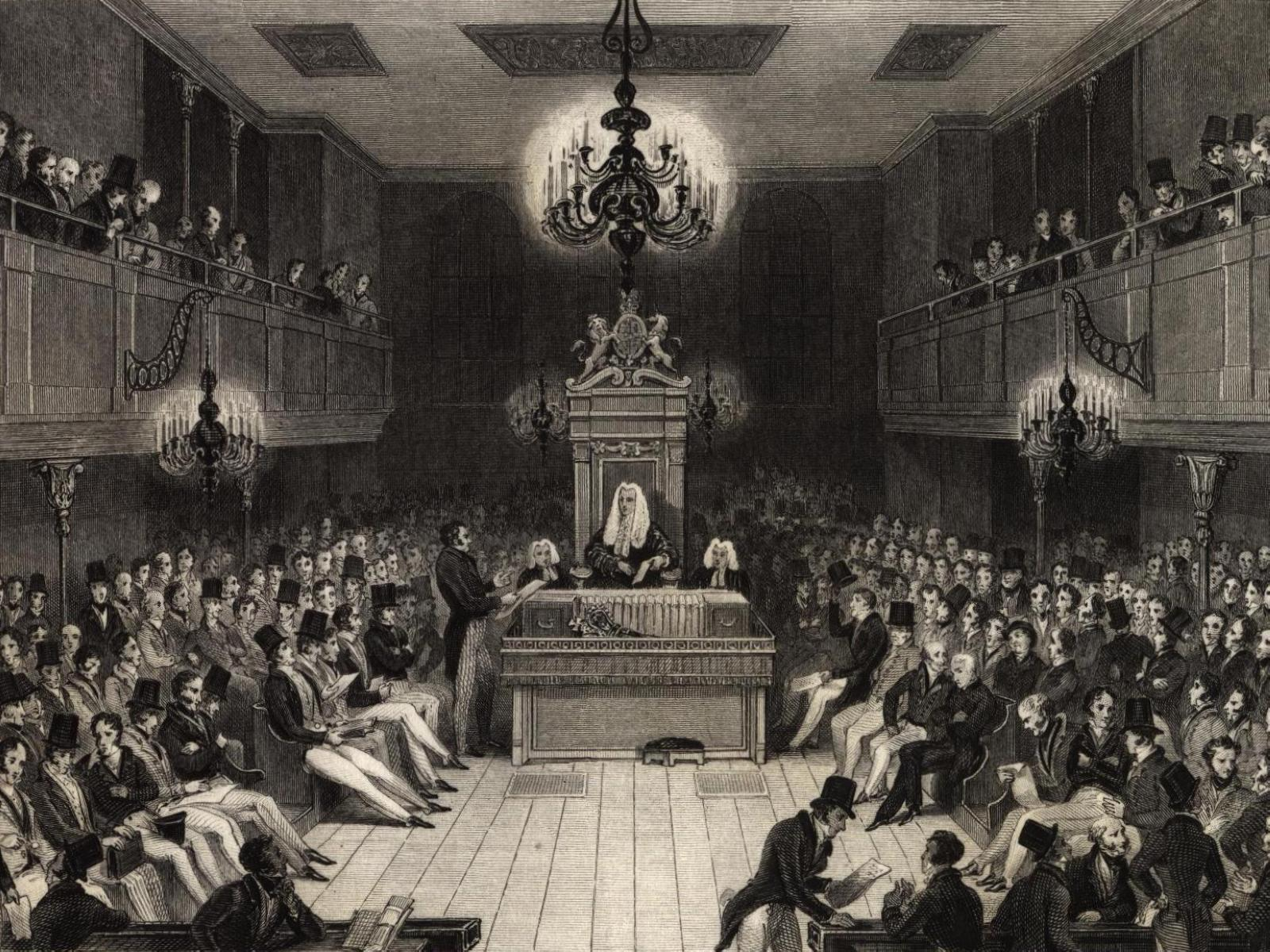
Cámara de los Comunes en 1834

En diciembre de 1832 llegó a la Cámara de los Comunes, electo como miembro del Parlamento por St Albans. Ocupó este asiento hasta 1837 y después el de Sheffield, entre 1837 y 1849. Tenía reputación de liberal avanzado, que seguía los principios de la economía clásica, como lo demuestra su oposición al proyecto de ley de diez horas.
La carrera de Ward en el Parlamento se caracterizó por su hostilidad a la Iglesia de Irlanda, a la que en 1836 logró quitarle el Thite, una especie de diezmo, que pagaban anualmente todos los irlandeses, fueran o no de ese credo. La primera ocasión que habló del tema, que generó un movimiento violento en Irlanda, fue el 27 de mayo de 1834. Afirmó que "la iglesia episcopal protestante en Irlanda es mayor a las necesidades espirituales de la población protestante."
Su actuación parlamentaria fue particularmente significativa en la política británica, a la que llegó en un momento en el que el gabinete del primer ministro Charles Grey, II conde de Grey, estaba profundamente dividido por los temas irlandeses,  debido a la moción de Lord John George Lambton, primer conde de Durham, quien deseaba ver una administración más radical. Simultáneamente, Lord Ripon, Edward Stanley, Sir James Graham y Charles Gordon-Lennox, duche de Richmond renunciaron a su  cargo porque estaban en desacuerdo con el nombramiento de una comisión de la iglesia irlandesa.
Ward había organizado el movimiento, pero detrás de bambalinas el Consejo de Ministros no pudo acordar un enfoque común y alguno de ellos tuvo audiencia con el rey. Un grupo que apoyaba al Secretario de Guerra Edward Ellice vio en el movimiento la coyuntura para que Edward Stanley y James Graham salieran de la administración. La votación se llevó a cabo en la madrugada, cuando Stanley y Graham ya se habían ido, y Henry Petty-Fitzmaurice, Marqués de Lansdowne, amenazó con renunciar a la presidencia del Consejo si el vizconde Althorp, Ministro de Hacienda, no hacía lo que había ordenado el primer ministro Grey, concediendo un aplazamiento de la moción en los Comunes, al tiempo que propuso una investigación sobre la iglesia irlandesa. La propuesta de Ward fue rechazada el 2 de junio por 396 votos contra 120.
Ward se opuso firmemente al cartismo, que veía marcadamente en términos de lucha de clases; aunque estaba de acuerdo con el sufragio secreto, una demanda que el cartista George Grote había presentado en 1833 y que hasta 1839 había tenido un apoyo creciente, con Thomas Macaulay argumentando a favor. Ward, continuó apoyando el punto en 1842, cuando Grote ya no era miembro del Parlamento.
Ward fue Primer Lord del Almirantazgo de 1846 a 1849. Habló en el Parlamento en defensa de Sir William Symonds, topógrafo de la Marina, atacado en 1848 por los parlamentarios radicales John MacGregor y Joseph Hume, quienes lo acusaron de derroche en los gastos de los astilleros, a pesar de la reducción de personal.

## Periodismo, colonias y ferrocarriles

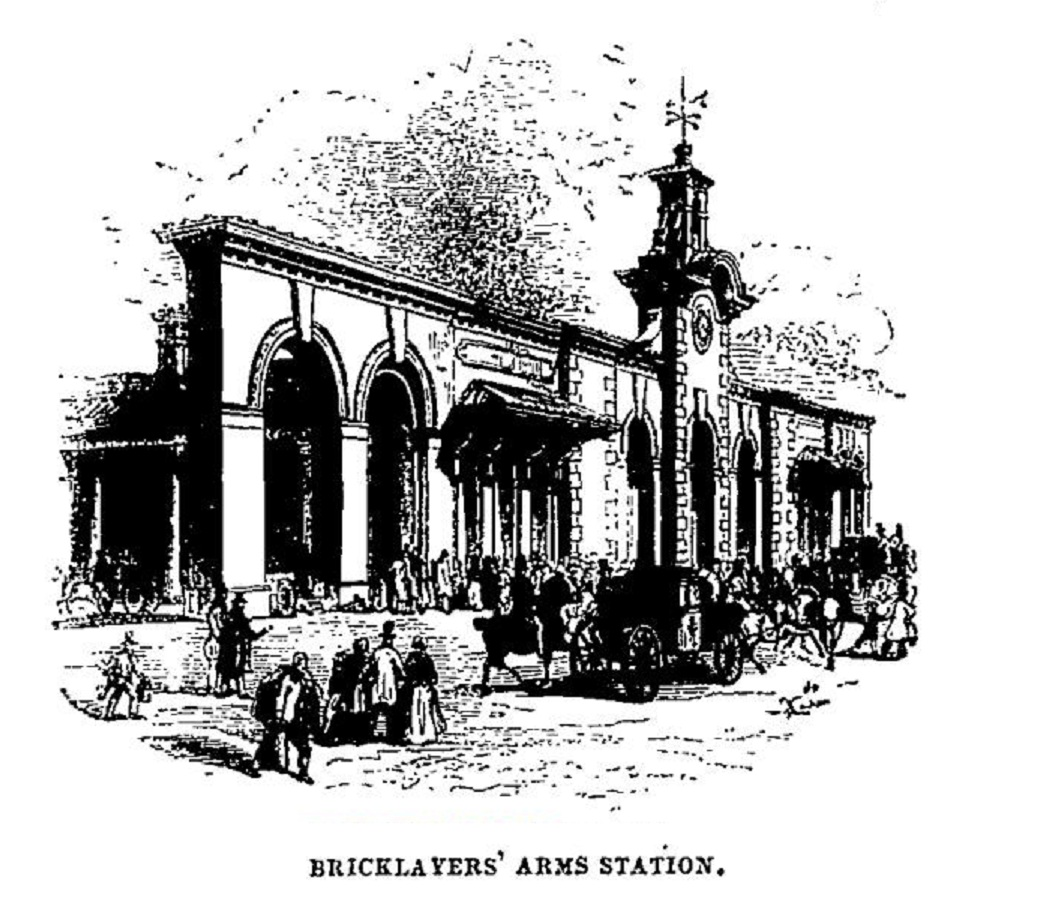
Estación de ferrocarriles Bricklayers Arms en 1845

Ward, compró a Charles Buller y Henry Cole el semanario por ellos fundado, Weekly Chronicle, y lo utilizó para hacer campaña por sus puntos de vista.

Australia de rojo. Las dos islas de Nueva Zelandia se localizan más al sur. Su colonización fue objeto de grandes debates en los que Lord Ward participó

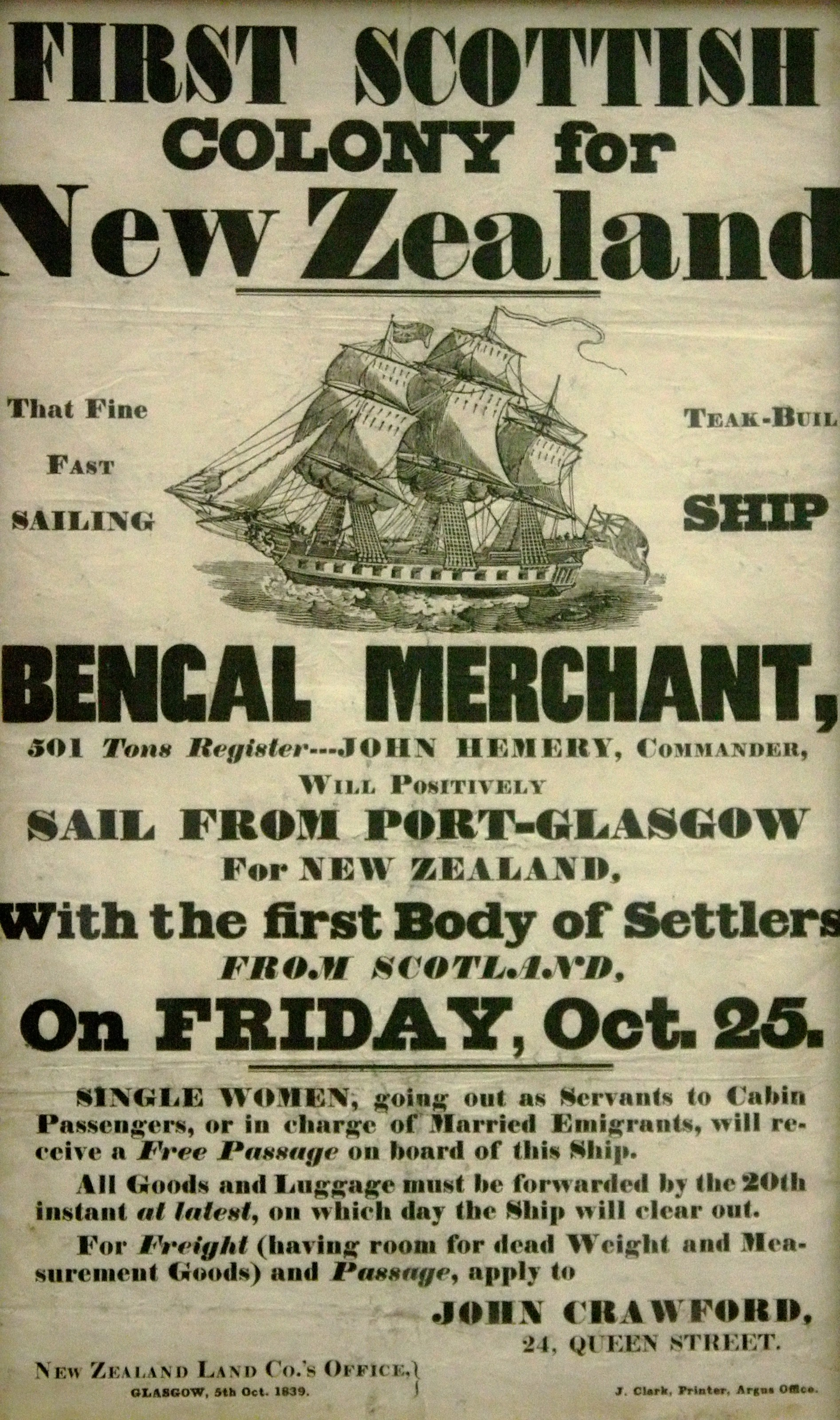
Emigración escocesa a Nueva Zelanda

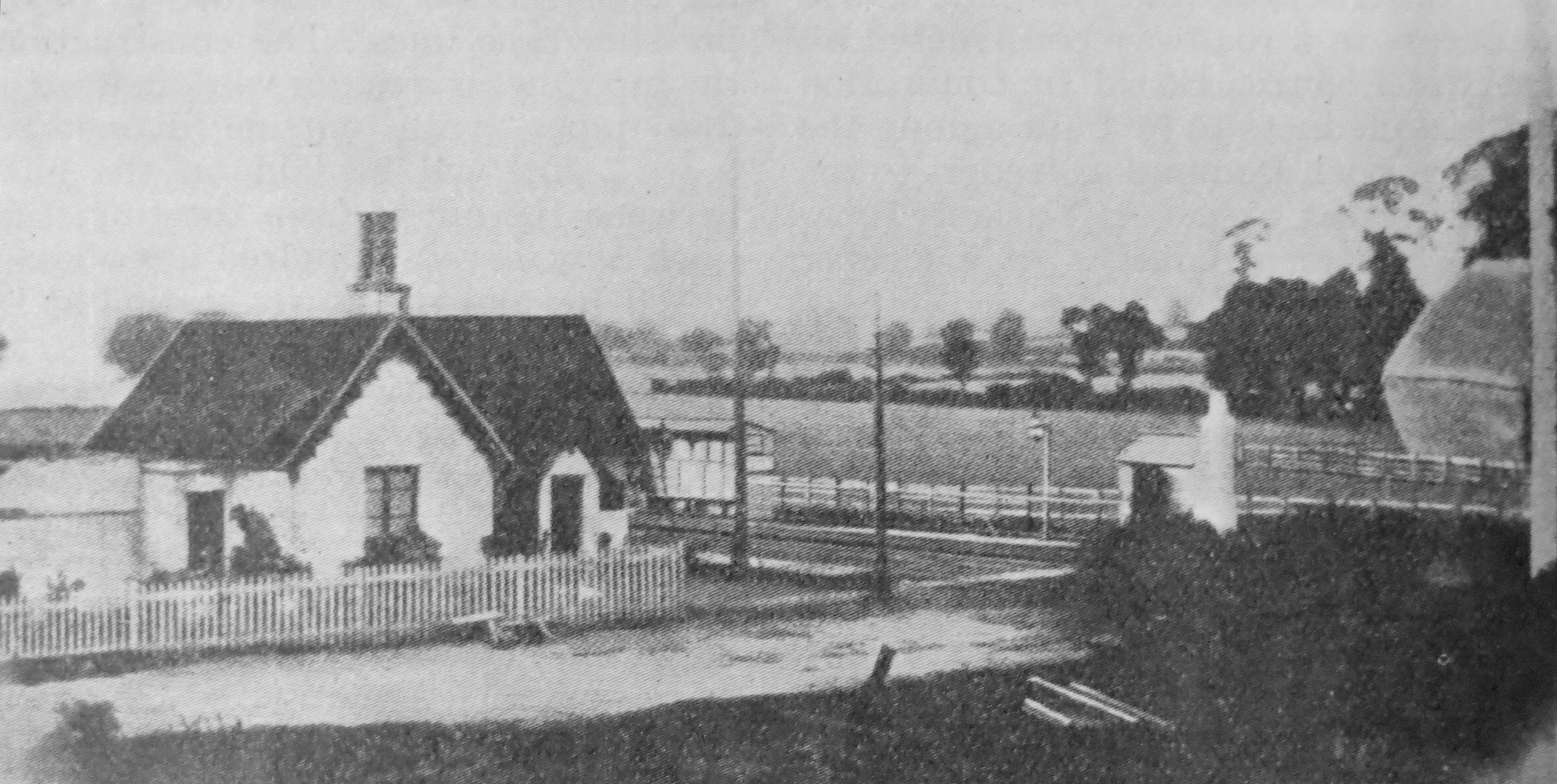
La estación Willesden fue inaugurada en 1842

Ward, apoyó los objetivos y métodos de colonización Edward Gibbon Wakefield y fue miembro del comité de la Asociación de Australia del Sur creada en 1834 por Wakefield, con Buller y Grote, William Clay, Rowland Hill, William Molesworth, Southwood Smith, Henry Warburton y William Wolryche-Whitmore. Ward, presidieron en 1836 el comité especial sobre la disposición de las tierras en las colonias británicas. Los otros miembros del comité eran Francis Baring, Henry Lytton Bulwer, William Ewart Gladstone, George Grey, William Hutt, John Arthur Roebuck y George Poulett Scrope . Once testigos fueron llamados, pero los colonos no estaban bien representados entre ellos, y Wakefield les dio una plataforma para que expusieran sus puntos de vista. El informe del comité era en efecto una aprobación del "sistema de Wakefield" y su reciente implantación en Australasia.
Ward también estaba en el comité de la Asociación de Nueva Zelanda establecido en 1837, con gran parte de las mismas personas de la Asociación de Australia and brought resolutions to Parliament on colonisation in June 1839. y llevó las resoluciones del Parlamento sobre la colonización en junio de 1839. La iniciativa fracasó entonces por la oposición de lord John Russell y Robert Vernon Smith en los Comunes, y de los conservadores, ante la indiferencia general. Ward y Hutt apoyaron la propuesta de William Smith O'Brien sobre la colonización al estilo de Wakefield, en junio de 1840, pero el Parlamento no estaba convencido de la viabilidad de nuevos esquemas y no le gustaba el gasto.
En los días de la primera especulación, Ward estuvo mucho más involucrado con las empresas ferroviarias. Él habló en el Parlamento sobre el efecto perjudicial de los solicitantes de la venta de acciones para especular, porque lo hicieron a menudo de manera fraudulenta, y en la oferta pública de acciones de ferrocarril; calculó que sólo el 40% de la asignación era para los inversionistas "genuinos". Después de un período en el que había puesto sus propias finanzas sobre una base más sólida, que perdió en gran medida en la burbuja de la “Manía del ferrocarril” en 1846, las personas cercanas a la familia creían que había tirado la gran fortuna que le había heredado su madrastra Plumer.

## Administrador colonial

A mediados del Ward era el Alto Comisionado en las islas Jónicas

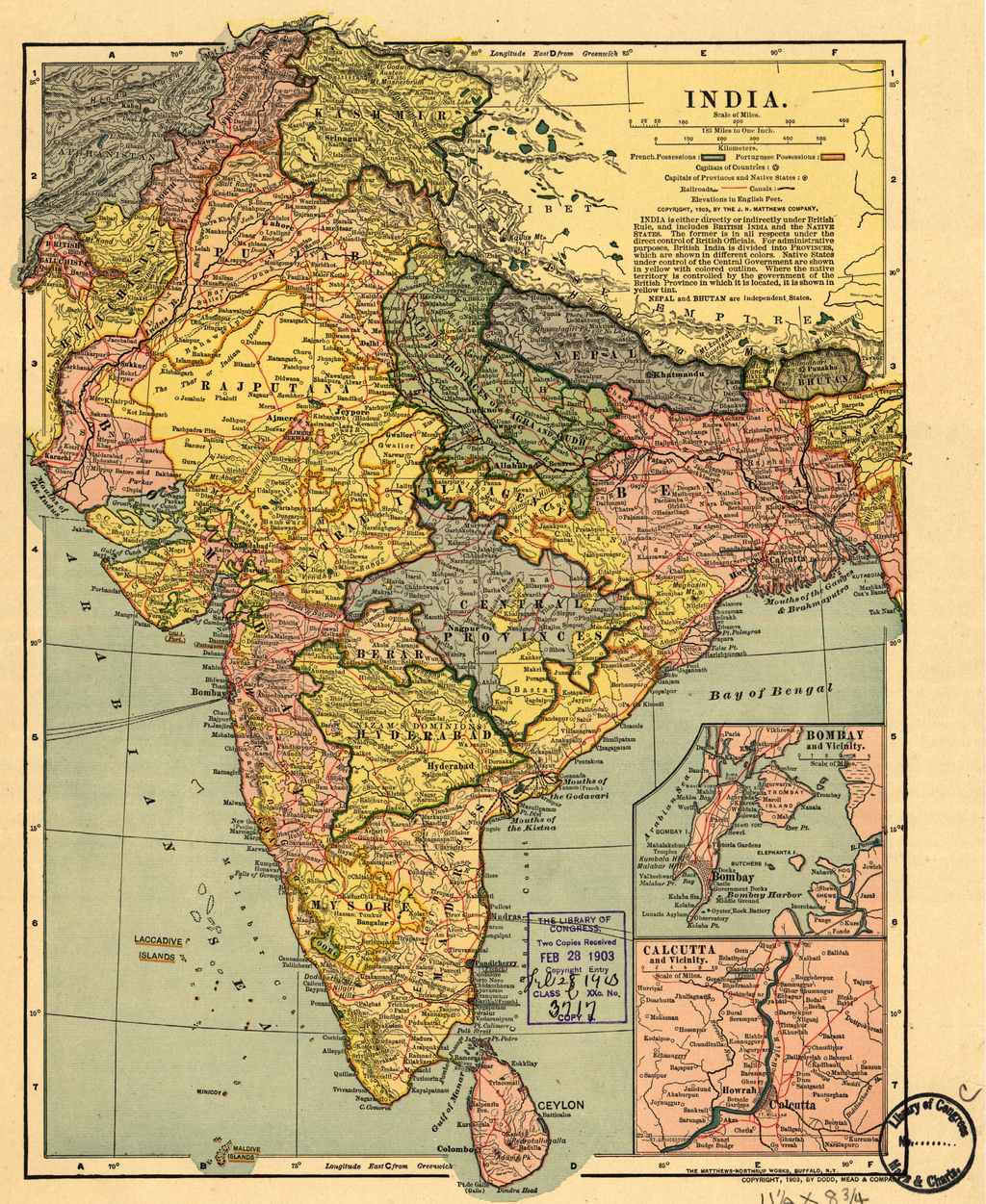
India y Ceilán. En 1903 seguían siendo colonias británicas, como en la época de Lord Ward

En mayo de 1849 Ward fue nombrado Alto Comisionado en las Islas Jónicas, puesto que ocupó hasta 1855. Las islas estaban entonces bajo la protección de la Corona británica. Llegó a Corfú el 2 de junio de 1849, encontró la asamblea local inviable y prorrogó el protectorado. El 1 de agosto de 1849 se proclamó una amnistía a los que habían participado en la rebelión en Cefalonia contra su predecesor, John Colborne, primer Barón Seaton. A finales de agosto se produjo una nueva insurgencia; fue a Cefalonia y la suprimió en octubre. Sus acciones fueron criticadas en la Cámara de los Comunes. El resto de su gestión fue más tranquilo, pero Ward, utilizó libremente sus poderes y prerrogativas para desterrar los opositores, fueran editores de periódicos, folletines o miembros de la asamblea. Estuvo en el cargo hasta el 13 de abril de 1855.
El 11 de mayo de 1855 Ward se convirtió en el gobernador de Ceilán. Su primer discurso, ese año, fue sobre los ferrocarriles; También centró su política económica en las comunicaciones y la telegrafía y en la cuestión de la mano de obra inmigrante. También consolidó la administración pública. Cuando estalló la rebelión de la India de 1857, envió a Bengala todas las tropas europeas que tenía.

## Fallecimiento

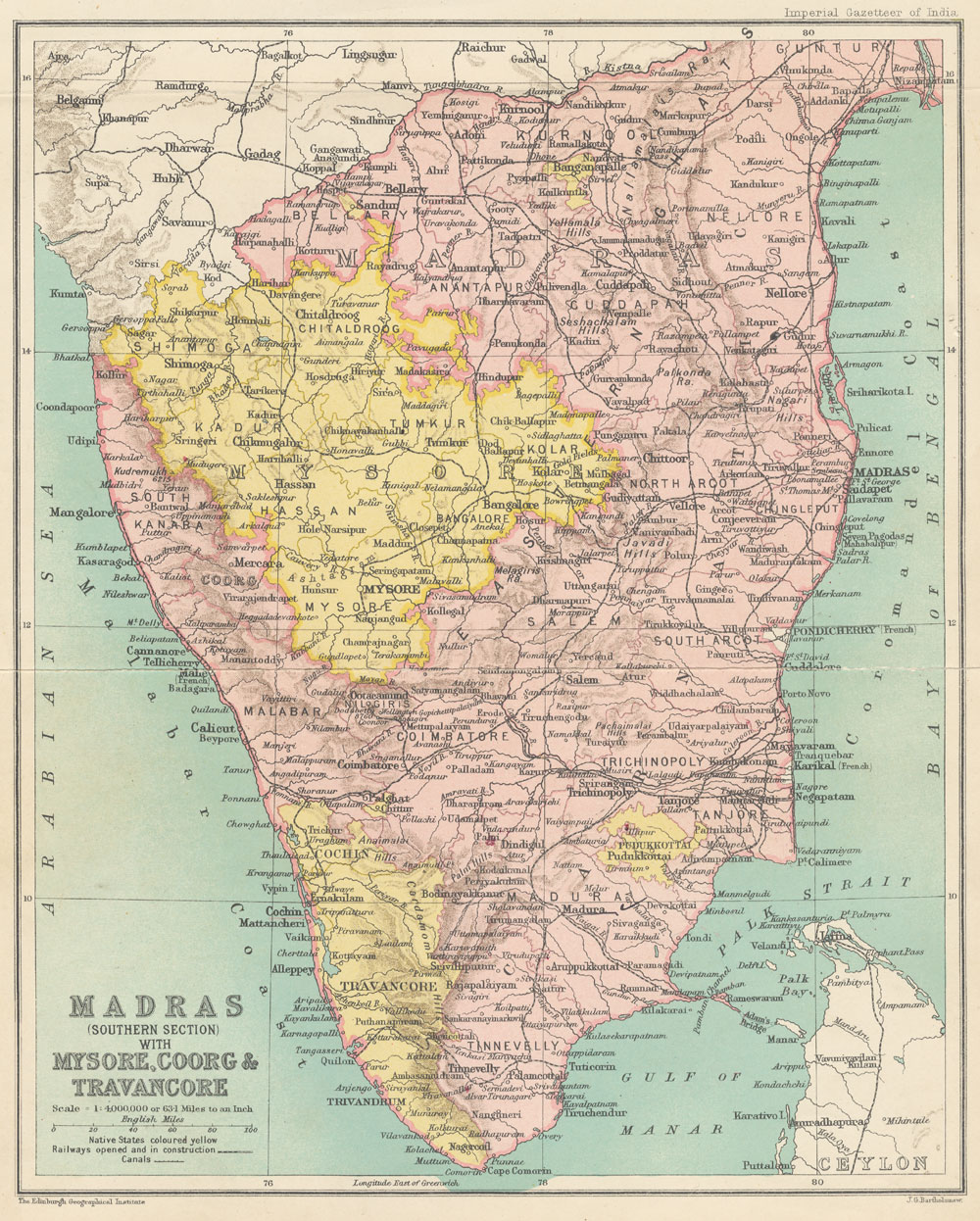
Madrás, hoy Chennai, al sur de la India

Lord Ward sucedió a Sir Charles Trevelyan como gobernador de Madrás, en junio de 1860, pero solo desempeñó el puesto unas cuantas semanas, pues falleció de cólera el 2 de agosto. Tenía 63 años. Fue enterrado en la iglesia de Santa María, en Madrás.
Ward se hizo acreedor a ser condecorado con la Orden de San Miguel y San Jorge en 1849. Posteriormente se erigió una estatuasuya en Kandy, Ceilán.

## Libros
- México in 1827 fue el primer libro de Lord Ward. Lo publicó en 1828 en dos volúmenes, con ilustraciones de su esposa.[25] Trató de presentar una visión equilibrada de las perspectivas para el país, formalmente independiente de España en 1821.[26][27] Hizo un análisis de las minas de México,[27] y fue bastante crítico al analizar las habilidades del zoólogo y anticuario William Bullock para aprovechar la concesión minera que le otorgó el gobierno mexicano.[28]  También fue crítico de los intentos para financiar la pesca de perlas.[29]

- En The First Step to a Poor Law for Ireland (1837), Ward, argumentó que la emigración a gran escala, patrocinado por el Estado, era una condición previa para la introducción del sistema de protección al trabajador en Irlanda.[30]

- Speeches and Minutes fue una recopilación de sus discursos y actas hechas en Ceilán. Apareció póstumamente, en Colombo, en 1864.[31]

## Familia
Henry George Ward se casó, en 1824 con Emily Elizabeth, hija de barón de Capheaton Hall. Su hijo mayor, Dudley Ward, se convirtió en un juez de Nueva Zelanda, y el segundo hijo, Swinburne Ward, fue un diplomático y naturalista aficionado.